# داودیه

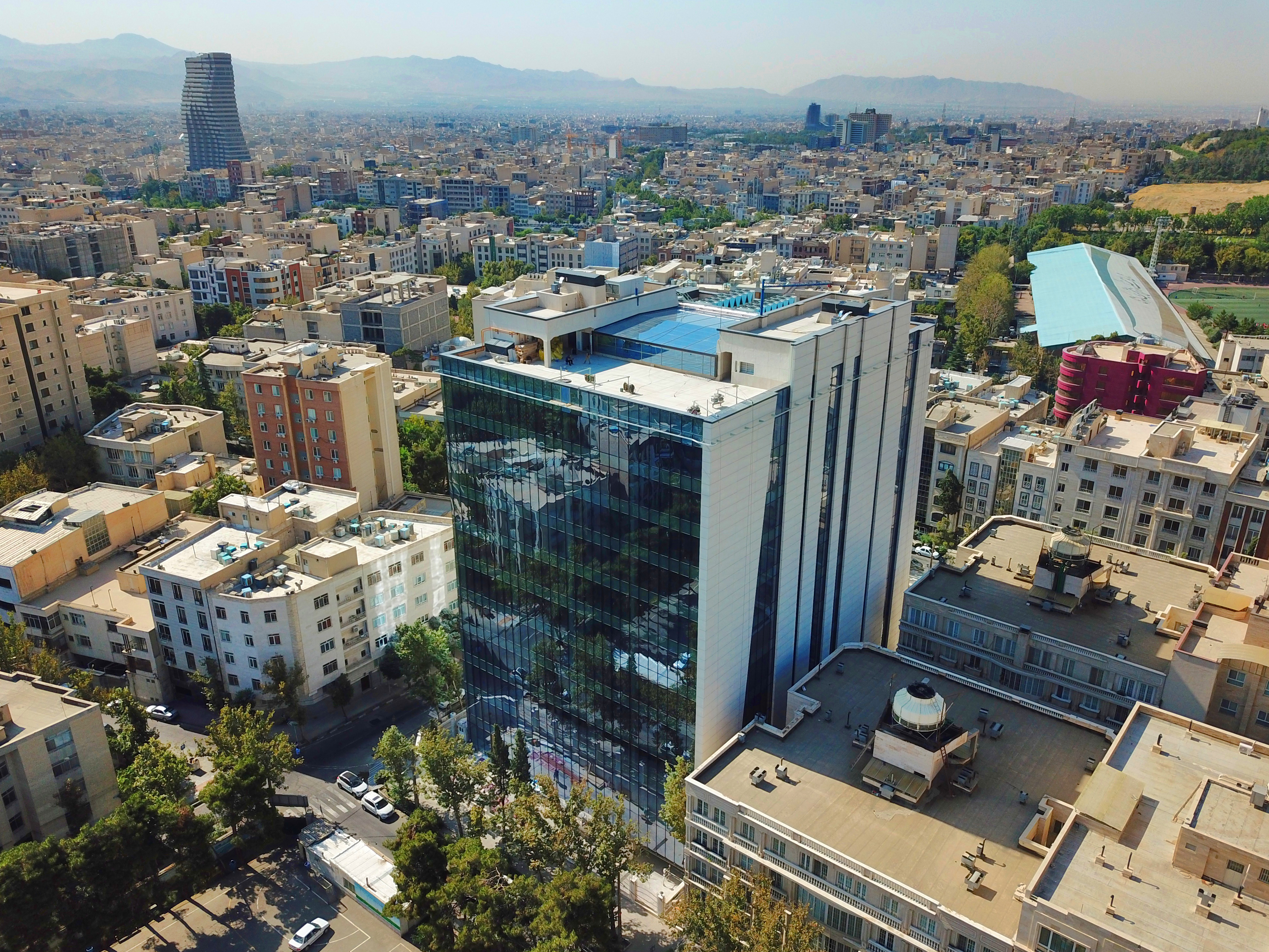
نمایی از داوودیه، یکی از محلات واقع در منطقهٔ سه تهران - ۲۰۱۸

داوودیه یکی از محلات واقع در منطقه ۳ شهری تهران است.
داوودیه محله ای است که به سبب وجود خیابان میرداماد در مرکزیت آن با نام میرداماد نیز شناخته می‌شود. محله داوودیه دارای فروشگاه‌ها، آپارتمان‌ها و اداره‌های زیادی است. داوودیه از شمال با قلهک و محله دولت، از شمال شرق با محله دروس، از شرق با چالهرز، از جنوب با پارک حقانی و بزرگراه حقانی و از غرب با بلوار نلسون ماندلا (جردن) همسایگی دارد.
هسته اولیه محله داودیه که همان باغ داوودیه باشد در شمال میدان مادر قرار داشته‌است. این میدان در ابتدای شکل‌گیری این اراضی به عنوان یک پهنه مسکونی به توسط عبدالله معنوی وکیل بهایی مذهب ، به وکالت از طرف خانواده مرادیان ۳، میدان پهلوی نام گذاری می‌شود، که وی بعدها نام آن را به پاس همکاری مهندس محسنی (یک مساح اداره ثبت) به میدان محسنی تغییر می‌دهد. پس از انقلاب اسلامی نیز نام آن به میدان مادر تغییر پیدا می‌کند.

## آمد و شد
بزرگراه مدرس، بزرگراه حقانی، بزرگراه همت و بزرگراه آفریقا ارتباط داوودیه را با دیگر نقاط شهر تهران برقرار می‌کنند. داوودیه از طریق ایستگاه مترو میرداماد به خط یک مترو تهران وصل می‌شود.

## تاریخچه
داودیه که در شمال تهران و در جنوب غربی قلهک واقع شده، در اصل باغ ییلاقی میرزا داود خان، پسر دوم میرزا آقاخان نوری بوده و به همین مناسبت، داودیه خوانده شده‌است. این محل قبل از آن‌که به مالکیت میرزا داود خان درآید، ارغونیه نام داشته‌است.
زمین‌های داودیه زراعی بوده و مالک ان در دوران معاصر خانمی به نام طوبی مرادیان بوده که از شهریور ۱۳۲۶ فردی بهائی مذهب به نام سلیمان معنوی به وکالت از او شروع به فروش این زمین‌ها و تبدیل کاربری‌شان به مسکونی می‌کند. ارزش زمین‌هایی که تا سال ۱۳۳۴ فروش رفت، بالغ بر هشت میلیون تومان می‌شد. فرار سلیمان معنوی از پرداخت مالیات و اینکه او حتی اراضی واقع در مسیل را هم می‌فروخته اعتراضاتی برانگیخت و باعث توضیح‌خواهی مجلس شورای ملی از وزارت دارایی شد.